# イ・ジャンス
イ・ジャンス（1960年4月5日-）は、テレビ・ドラマのプロデューサー出身の監督。制作会社「ロゴスフィルム」の創業者、最高経営責任者。

## 作品

### 映画
- ラブ 最愛の人 (1999年)
- テレシネマ7/顔と心と恋の関係 (2009年)
- テレシネマ7/楽園 (2009年)

### ドラマ
- その女 (MBC、1990年)
- 青糸紅糸（青い部屋 赤い部屋） (SBS)
- キンセン花 (SBS、1992年)
- 砂上の欲望（砂の上の欲望） (SBS)
- トッケビが行く (1993年)
- 蝋燭に火をつける人々 (SBS、1993年)
- アスファルトの男 (SBS、1995年)
- 愛と呼ぶもの (SBS)
- コムタン (SBS、単発ドラマ)
- 美しい彼女 (SBS、1997年)
- 子供 (SBS)
- 愛して、愛して (SBS、1997年)
- 美しき日々 (SBS、2001年)
- 星を射る (SBS、2002-2003年)
- 天国の階段 (SBS、2003年)
- ラブストーリー・イン・ハーバード (SBS、2004年)
- 天国の樹 (2006年)
- ロードナンバーワン (2010年)

### 作詞
- 「꼬마야」산울림 1987年[4]
- 「슬픈 노래」キム・グァンソク 1991年

### 単行本
- もうひとつの天国の階段 ソンジュとチョンソ 究極の愛の結実、イ・ジャンス著、うらかわ ひろこ訳

『天国の階段』の7年後の話を原作・監督・演出のイ・ジャンスが書き下ろしたもの。

## 受賞歴
テレビ・ドラマでは国内外で数々の受賞歴を誇る。
- 1990年　MBC TV部門 ベスト・ドラマ賞『その女』
- 1992年　SBS ベスト監督賞『キンセン花』
- 1993年　SBS ベスト監督賞『蝋燭に火をつける人々』
- 1995年　第28回ヒューストン国際映画祭TVドラマ部門演出家賞『蝋燭に火をつける人々』
- 1996年　ニューヨーク・フィルムフェスティバルTV部門特別賞『コムタン』
- 1997年　ヒューストン国際映画祭TV部門金賞『コムタン』
- 1998年　第34回百想芸術大賞TV部門大賞・演出賞『子供』